# 西郷純久
西郷 純久（さいごう すみひさ）は、戦国時代の武将。肥前国船越城主。
西郷氏は菊池氏の一族とされ、戦国時代の頃には、肥前有馬氏配下として肥前の伊佐早荘（現在の諫早市及び北高来郡）に勢力を持ち、有馬氏の東肥前に対する前線を守っていた。時の西郷氏当主・西郷尚善は男子に恵まれず、有馬尚鑑の子息を養子に迎えた、これが純久である。純久は享禄・天文年間（1528年～1555年）に兄である有馬晴純をよく補佐して、武雄城主後藤純明と会戦するなど各地を転戦した。